# Bobo in White Wooden Houses
Bobo in White Wooden Houses ist eine deutsche Indie-Rockband um die Sängerin Christiane „Bobo(lina)“ Hebold.

## Bandgeschichte
Christiane Hebold (* 1967), genannt „Bobo“ (auch „Bobolina“), eine Pfarrerstochter aus Gräfenhainichen, gründete mit 13 Jahren eine Mädchenband. Später studierte sie an der Musikhochschule Weimar Gesang und schrieb ihre ersten eigenen Lieder.  1990 lernte sie in Berlin den Gitarristen Frank Heise kennen und gründete mit ihm die Band Bobo in White Wooden Houses. Nicht nur ihre erste Single Hole in Heaven war ein Erfolg, auch der Song Wide Awake verhalf der Band 1990, den Leipziger Rockwettbewerb zu gewinnen, wodurch die Band als erste der ostdeutschen Indieszene in Nachwendezeiten Fuß fasste. Die drei Tonträger Bobo in White Wooden Houses (1992), Passing Stranger (1993) und Cosmic Ceiling (1995) wurden veröffentlicht. Die Band erreichte nicht nur hohe Verkaufszahlen, sondern auch die Nominierung als deutscher Beitrag (Video Travel in My Mind) beim MTV Euro-Video-Grand Prix 1995 – einer Art Gegenveranstaltung zum zeitgleich stattfindenden Eurovision Song Contest.
Mit dem Suizid Frank Heises (1995) löste sich die Urbesetzung der Band auf und Bobolina widmete sich fortan vor allem ihrer Tochter Flora Camille und mehreren Soloprojekten. 2004 trat Bobo in White Wooden Houses in neuer Besetzung wieder zusammen.
2010 spielten Bobolina, Axel „Lexa“ Schäfer, der neue Gitarrist und Produzent Jan Stolterfoht sowie der neue Schlagzeuger Christian Kohler das neue Album Transparent ein. Als Gast bei einem Song fungierte am Schlagzeug Ex-Mitglied Andrew McGuiness.

## Bobo als Solokünstlerin
Christiane Hebold arbeitete ab 1996 solistisch und als Teil anderer Bands und Projekte weiter. Im Jahre 1996 erschien zusammen mit dem London Session Orchestra die Single Black Hole Sun, das Album Glow folgte kurz darauf. Daran anschließend war sie Gastsängerin bei der Gruppe Rammstein und ihrem Hit Engel und Teil der Gruppe Alaska, mit der sie drei Jahre an Songs arbeitete. Es entstand sogar ein komplettes Album, das fertig produziert aber letztlich nie veröffentlicht wurde. Daran zerbrach die Band und die Musiker gingen ab 2001 wieder getrennte Wege. Noch im selben Jahr folgte eine Zusammenarbeit mit der Gruppe Saal Drei, die in Kirchen Ambientmusik improvisierte. Zusammen mit der Pianistin Ulrike Haage (vormals Rainbirds) arbeitete Bobo an Hörspielproduktionen und sang dafür Lieder ein. Im Jahr 2004 kam es darüber hinaus noch zu einer Zusammenarbeit mit dem DJ-Duo Blank & Jones. Die Single Perfect Silence schaffte es auf Platz 46 und hielt sich 7 Wochen in den deutschen Charts.
Seit 2004 existiert auch die Gruppe Bobo in White Wooden Houses wieder. Zuerst in komplett anderer Besetzung, ab 2007 wieder mit Lexa Schäfer und anfangs auch Andrew McGuiness am Schlagzeug, spielt die Formation wieder live und brachte mit einer im Eigenvertrieb in Umlauf gebrachten Tour CD (2004) sowie mit den Studioalben Mental Radio (2007) und Transparent (2010) drei weitere Platten auf den Markt.
Ebenfalls seit dem Jahre 2004 arbeitet die Künstlerin zudem mit dem Komponisten und Pianisten Sebastian Herzfeld unter dem Namen Bobo + Herzfeld zusammen. Die beiden sind im Bereich experimenteller Musik, Folk und Weltmusik unterwegs und haben mehrere Studio- und Livealben veröffentlicht. Das Album Blick in den Strom erschien im September 2018.

## Diskografie

### Alben
- 1991: Bobo in White Wooden Houses
- 1993: Passing Stranger
- 1995: Cosmic Ceiling
- 2004: Limited Tour CD 2004
- 2007: Mental Radio
- 2010: Transparent

### Singles
- 1991: Wide Awake (Pilgrim Records 865859-2)
- 1992: Hole in Heaven (Pilgrim Records 863347-2)
- 1993: White Wooden Houses (Pilgrim Records 859543-2)
- 1993: Tell Me One Good Reason Why (Pilgrim Records 861831-2)
- 1993: These Words Behind (Pilgrim Records 861541-2)
- 1994: Dreams (Pilgrim Records 855555-2)
- 1995: Travel in My Mind (Phreaky Beats Vocal Remix - Especially for Radio) (Motor Music Promo 579021-2; abweichend zur regulären Maxi-CD jedoch mit identischer Kat.-Nr.)
- 1995: Travel in My Mind (Motor Music 579021-2)
- 1995: Yellow Moon (Motor Music 579387-2)
- 1996: Papercues (Motor Music 576391-2)
- 1996: Black Hole Sun (Bobo and the London Session Orchestra) (Pilgrim Records 999993-2/Motor Music 531963-2)

### Projekte
- 1996: Glow (Bobo and the London Session Orchestra)
- 1998: Alaska (Alaska – nicht veröffentlicht)
- 2001: Licht (SAAL DREI – improvisierte Musik)
- 2004: Volkslieder (Bobo, Sebastian Herzfeld – Zither/Klavier, Anne Kaftan – Saxophon/Bassklarinette)
- 2007: Lieder von Liebe und Tod (Erweitertes Re-Release des Volkslieder-Albums auf dem Berliner Label Traumton)
- 2013: Liederseelen (Bobo – Gesang/Rhodes/Röhrenorgel, Sebastian Herzfeld – präpariertes Klavier/Harmonium/Bass/Metallinstrumente)

### Gastauftritte
- 1997: Rammstein – Engel
- 1998: Rammstein – Das Modell (Bobo singt bei der Alter Mann Spezial-Edition im Hintergrund mit)
- 2004: Blank & Jones – Perfect Silence
- 2005: Else Lasker Schüler – Ich träume so leise von Dir (mit dem Lied Es kommt der Abend)
- 2005: Blank & Jones – Loneliness (Relax Edition 2)
- 2008: Blank & Jones – The Logic of Pleasure (mit dem Lied Where You Belong)
- 2009: Blank & Jones – Relax Edition Four (mit Where You Belong im Poolside House Mix)
- 2012: Die Zöllner – Uferlos (mit dem Lied Ein Blut)

### Filmmusik
- 1989: Quick Animation (Animationsfilm, DEFA) - Gesang[5]

### Auszeichnungen
- 2008: Deutsche RUTH